# Jurupema
Jurupema é um distrito do município brasileiro de Taquaritinga, no interior do estado de São Paulo.

## História

### Origem
O povoamento de Jurupema iniciou-se nas últimas décadas do século XIX com a chegada de migrantes da região de Jaboticabal, Araraquara e Minas Gerais. Posteriormente, atraídos pela cultura do café no interior paulista, chegaram à localidade grande leva de imigrantes europeus, principalmente de italianos, e também portugueses, espanhóis, sírios-libaneses e japoneses. A preponderância de imigrantes italianos conferiu ares de "colônia italiana" ao distrito.
Em 01/09/1908 foi inaugurada a estação ferroviária Jurema da Estrada de Ferro Araraquara, que na época era considerado um dos pontos de maior comércio e centro das maiores lavouras do município.
Segundo Milve Antonio Peria, os moradores mais antigos de Jurupema se orgulhavam ao relatarem que Washington Luís, Presidente da República, passava por Jurupema ao visitar amigos na região.
O distrito foi criado inicialmente com o nome de Jurema, em 3 de agosto de 1912. Em 30 de novembro de 1944, o nome foi alterado para Jurupema, em razão de já haver município com esse nome no estado de Pernambuco.

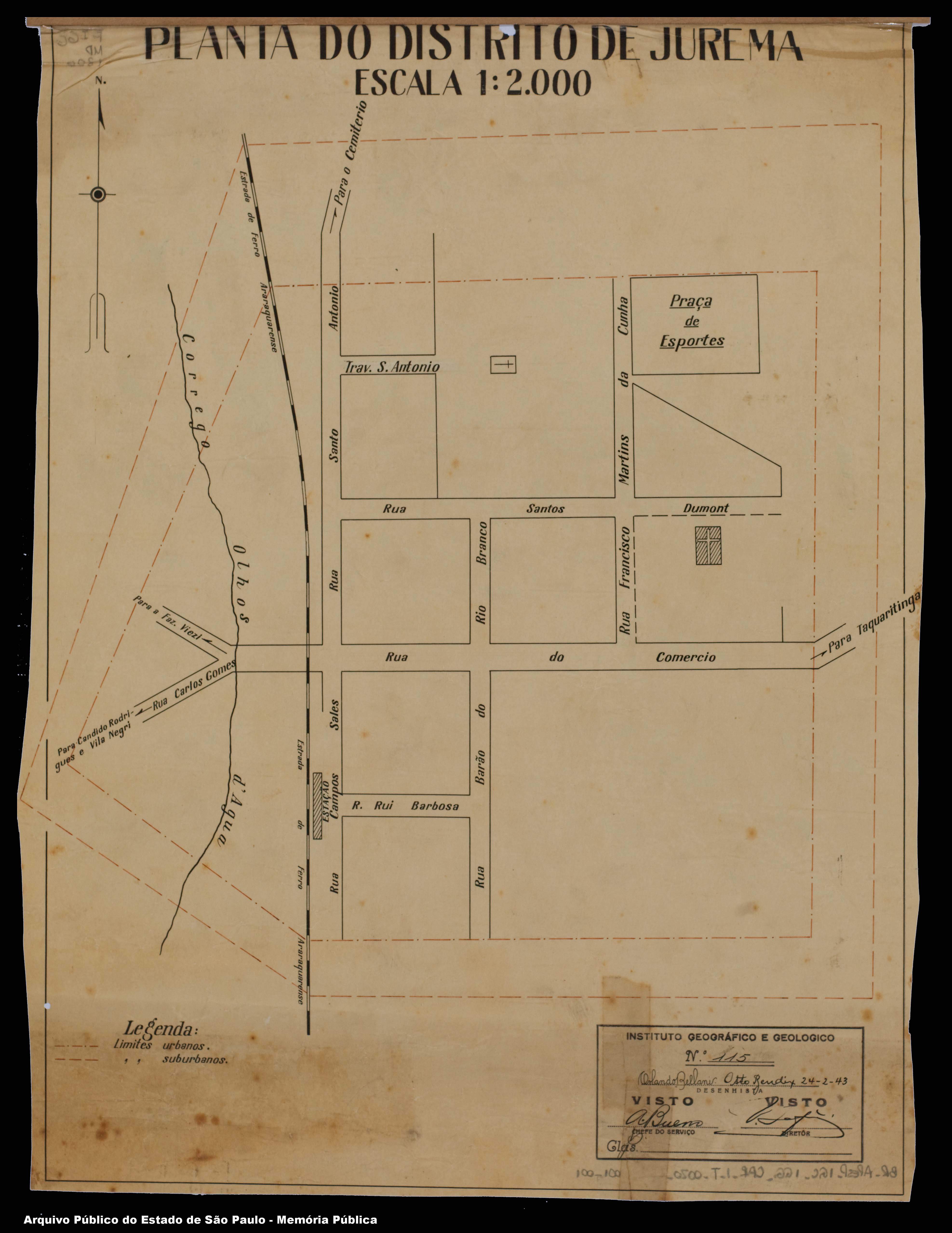
Planta da área urbana original.

Com o fechamento da linha velha em 1955, a estação ferroviária original fechou, pois a linha nova, retificada e com bitola larga, passou a correr a cerca de dois quilômetros fora da sede do distrito,

### Formação administrativa
- Distrito criado pela Lei nº 1.315 de 03/08/1912 com o nome de Jurema, no município de Taquaritinga[6][7].
- Distrito policial de Jurema criado em 12/02/1916[8].
- Lei nº 1.898 de 27/12/1922 - Retifica as divisas entre os distritos de paz de Cândido Rodrigues e Jurema, do município de Taquaritinga[9].
- Pelo Decreto-Lei n° 14.334 de 30/11/1944 teve o nome alterado para Jurupema[10].
- Pela Lei n° 5.285 de 18/02/1959 perdeu terras para a formação do município de Cândido Rodrigues[11].
- Pela Lei Ordinária nº 2.360 de 03/12/1991 perdeu terras para a formação do distrito de Vila Negri[12].

### Pedidos de emancipação
Em 1963 realizou-se no distrito um plebiscito para avaliar a opinião dos moradores em emancipar ou não. De 339 eleitores que compareceram, 302 votaram "sim". Entretanto, naquele ano o governo vetou alguns pedidos de emancipação, e um deles foi o de Jurupema.
O distrito tentou novamente a emancipação político-administrativa e ser elevado à município, através de processo que deu entrada na Assembléia Legislativa do Estado de São Paulo no ano de 1990, mas como não atendia os requisitos necessários exigidos por lei para tal finalidade, o processo foi arquivado.

## Geografia

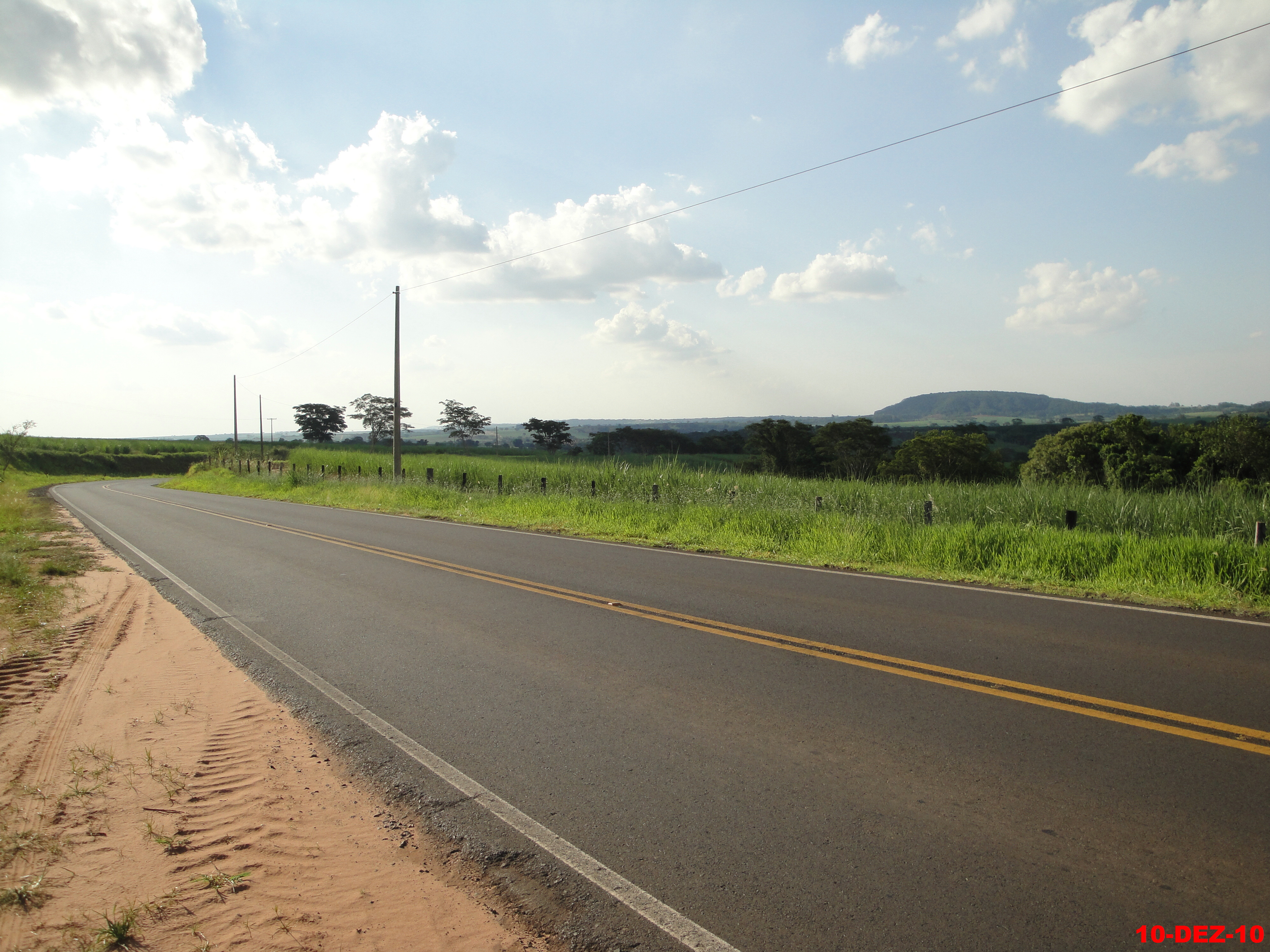
Trecho da estrada vicinal Taquaritinga-Jurupema.

### Demografia

#### População urbana
| Crescimento população urbana | Crescimento população urbana | Crescimento população urbana | Crescimento população urbana |
| Censo                        | Pop.                         |                              | %±                           |
| ---------------------------- | ---------------------------- | ---------------------------- | ---------------------------- |
| 1934                         | 605                          |                              |                              |
| 1940                         | 690                          |                              | 14,0%                        |
| 1950                         | 549                          |                              | −20,4%                       |
| 1960                         | 424                          |                              | −22,8%                       |
| 1970                         | 414                          |                              | −2,4%                        |
| 1980                         | 409                          |                              | −1,2%                        |
| 1991                         | 531                          |                              | 29,8%                        |
| 2000                         | 586                          |                              | 10,4%                        |
| 2010                         | 648                          |                              | 10,6%                        |
| Fonte: IBGE e Fundação SEADE |                              |                              |                              |

Pelo Censo 2010 (IBGE) a população urbana total do distrito era de 1 370 habitantes, pois inclui a população do distrito de Vila Negri, considerado pelo IBGE como área urbana isolada.

#### População total
Pelo Censo 2010 (IBGE) a população total do distrito era de 2 062 habitantes.

### Área territorial
A área territorial do distrito é de 111,466 km².

### Rodovias
O principal acesso ao distrito é a estrada vicinal Dr. Adail Nunes da Silva, que liga Taquaritinga à Jurupema. O distrito possui outros acessos através de estradas vicinais, que ligam o distrito à cidade de Cândido Rodrigues, ao distrito de Vila Negri, e a Rodovia Washington Luís (SP-310).

### Ferrovias
Linha Tronco (Estrada de Ferro Araraquara), sendo a ferrovia operada atualmente pela Rumo Malha Paulista.

## Serviços públicos

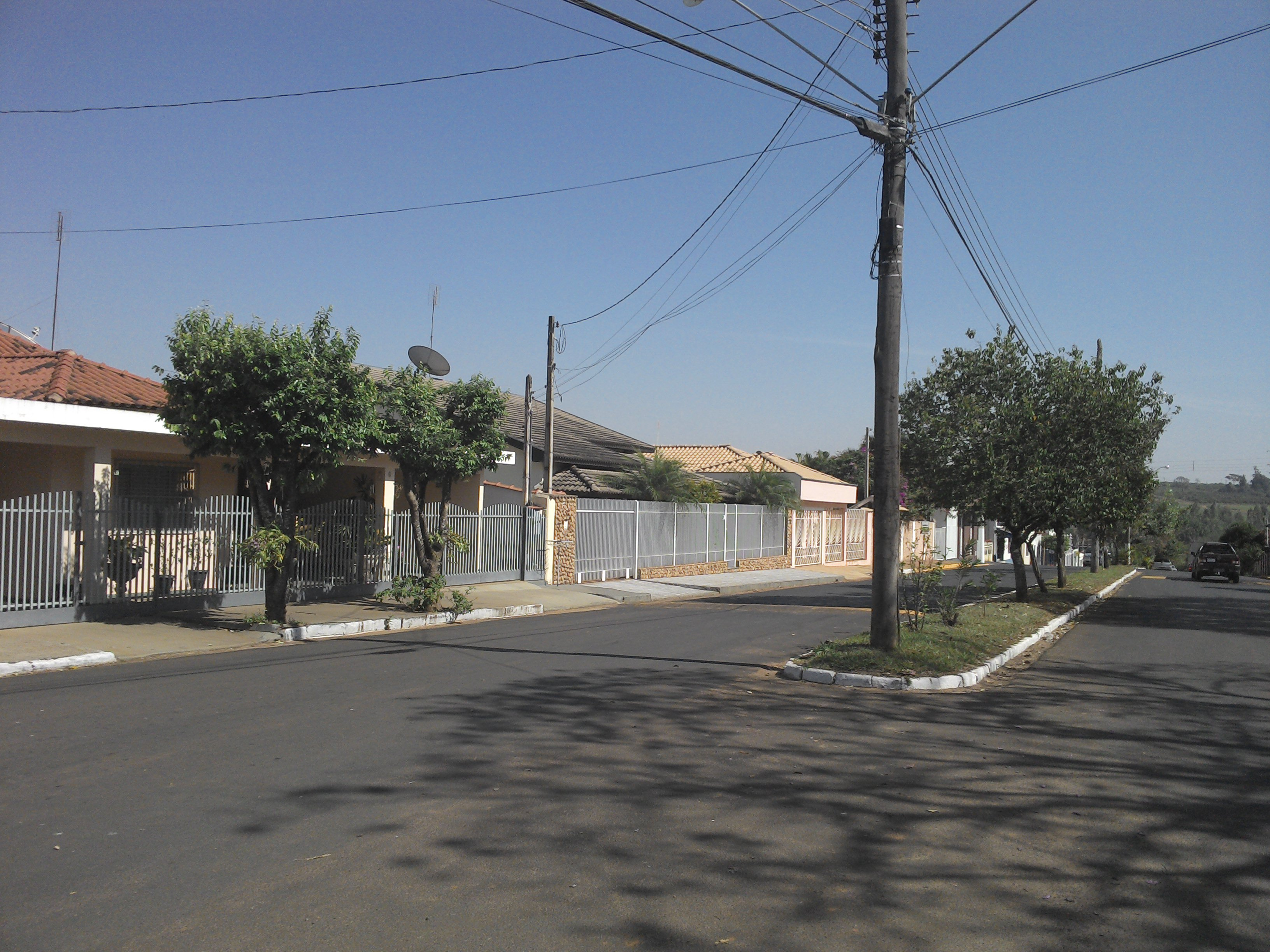
Aspecto local.

### Administração
- Subprefeitura do Distrito de Jurupema.

### Registro civil
Atualmente é feito no próprio distrito, pois o Cartório de Registro Civil das Pessoas Naturais ainda continua ativo.

### Saneamento
O serviço de abastecimento de água é feito pelo Serviço Autônomo de Água e Esgoto de Taquaritinga (SAAET).

### Energia
A responsável pelo abastecimento de energia elétrica é a CPFL Paulista, distribuidora do Grupo CPFL Energia.

### Telecomunicações
O distrito era atendido pela Telecomunicações de São Paulo (TELESP), que inaugurou a central telefônica utilizada até os dias atuais. Em 1998 esta empresa foi vendida para a Telefônica, que em 2012 adotou a marca Vivo para suas operações.

## Aspectos turísticos

### Serra de Jaboticabal

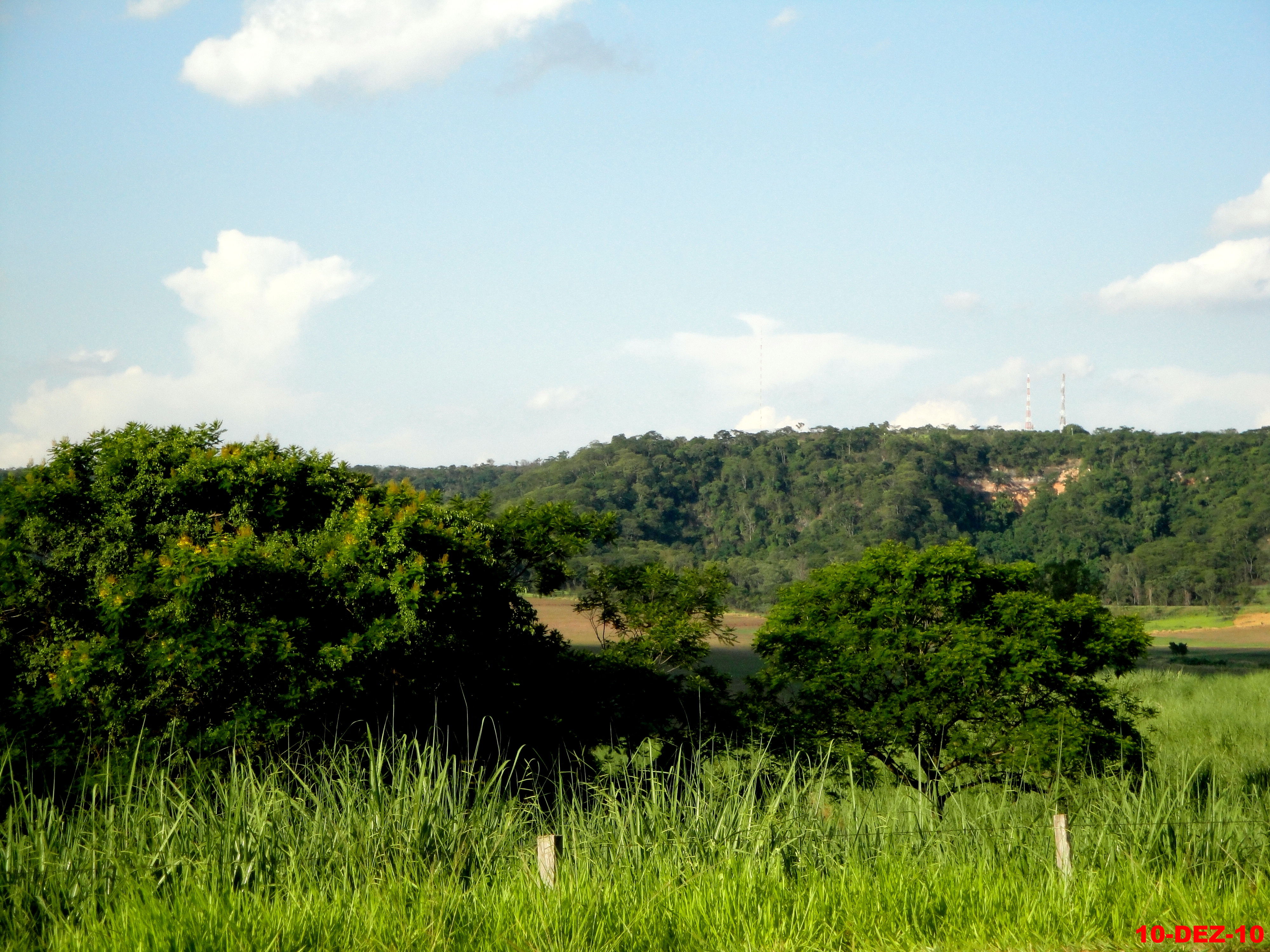
Serra de Jaboticabal.

Jurupema é circundado pela Serra de Jaboticabal, atração turística onde pode ser encontrada vegetação originária da Mata Atlântica, com várias espécies de animais silvestres e corredeiras de água que brotam do alto da serra.

### Patrimônio histórico
A arquitetura da Igreja de São João Batista destaca-se pela rara arquitetura, com uma nave e torre redondas, lembrando um farol.
O distrito possui ainda vários casarões históricos construídos no início do século XX. A principal avenida de Jurupema homenageia Carlos Gomes, o grande compositor brasileiro do século XIX.

## Religião
O Cristianismo se faz presente no distrito da seguinte forma:

### Igreja Católica
- A igreja faz parte da Diocese de Jaboticabal[30].

### Igrejas Evangélicas
- Congregação Cristã no Brasil[31].